# Teatre Municipal de Lleida
El Teatre Municipal de Lleida és una obra eclèctica de Lleida (Segrià) protegida com a Bé Cultural d'Interès Local.

## Descripció
Nau aïllada de façana monumentalista, amb porxo d'entrada i frontó rectangular afegits amb relleus a cada costat de la façana. La gran nau està coberta amb una estructura metàl·lica i amb pilars aguantant les llotges de ferro colat. Parets de càrrega, ferro i cavalls de teulada.

## Història
El projecte és del 1883. Al 1902 havia estat molt millorat. S'hi feien els mítings de les campanyes electorals. Després de la guerra es realitzà la reforma de la façana per part de l'arquitecte Mariano Gomà.